# Opuntia wilcoxii
Opuntia wilcoxii är en kaktusväxtart som beskrevs av Nathaniel Lord Britton och Joseph Nelson Rose. Opuntia wilcoxii ingår i släktet fikonkaktusar, och familjen kaktusväxter. Inga underarter finns listade i Catalogue of Life.